# Kara-Köl
Kara-Köl (kirg.: Кара-Көл; ros.: Кара-Куль, Kara-Kul) – miasto w zachodnim Kirgistanie, w obwodzie dżalalabadzkim, przy ujściu rzeki Karasuu do Narynu. W 2009 roku liczyło ok. 22,5 tys. mieszkańców.

## Historia
Kara-Köl został założony w 1962 roku w związku z budową Toktogulskiej Elektrowni Wodnej. W 1977 roku miejscowość otrzymała prawa miejskie.